# اريك كولمان
اريك كولمان (بالإنجليزية: Eric Coleman)‏ هو لاعب كرة قدم أمريكية أمريكي، ولد في 27 ديسمبر 1966 في دنفر في الولايات المتحدة.

## وصلات خارجية
- اريك كولمان على موقع مرجع كرة القدم المحترفة.كوم (الإنجليزية)